# Tadeusz Sawicki
Tadeusz Sawicki (ur. 27 grudnia 1957 w Przemyślu, zm. 1 listopada 2000 tamże) – polski samorządowiec, prezydent Przemyśla (1994–2000).

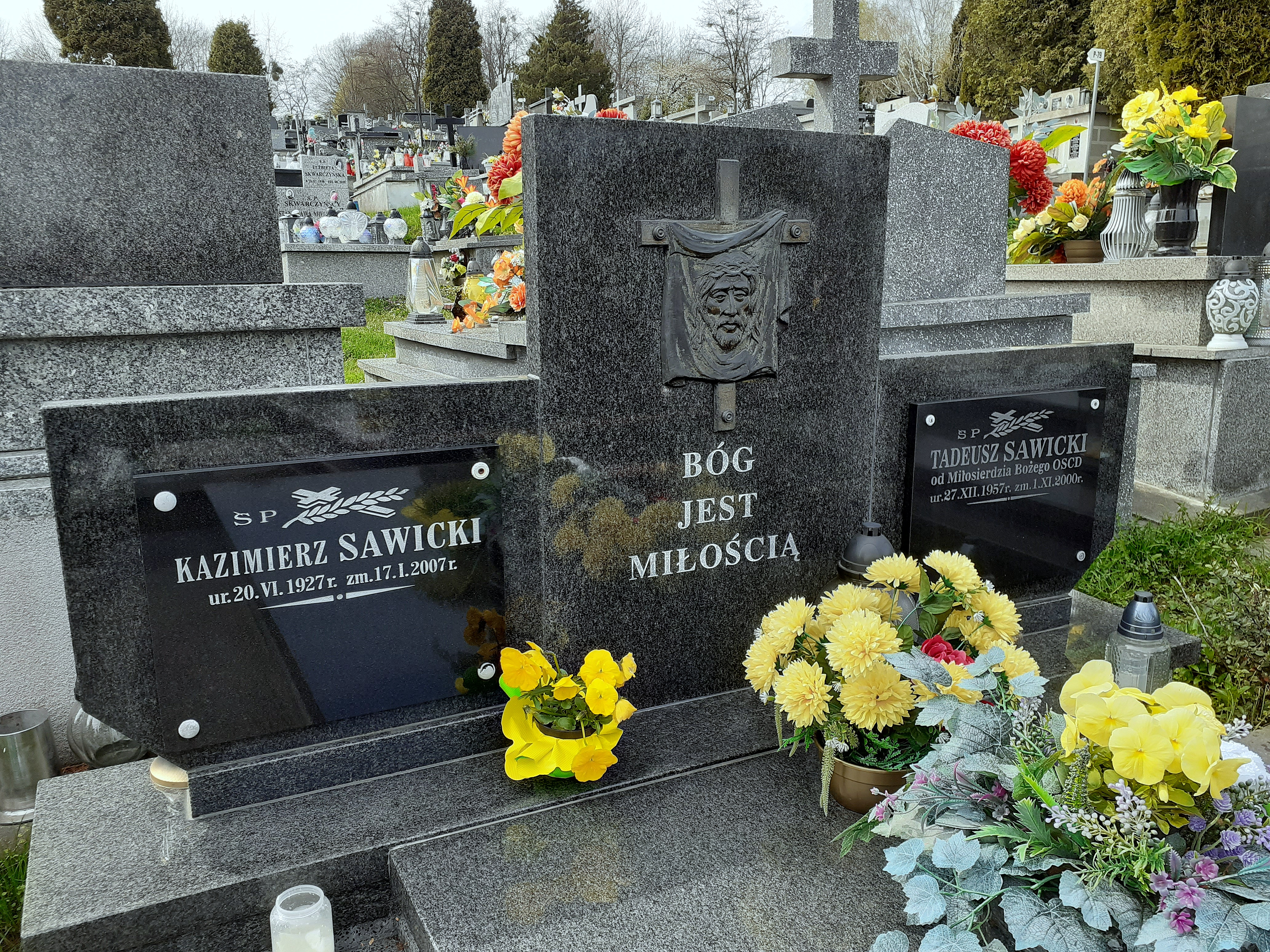
Grobowiec Tadeusza Sawickiego

## Życiorys
Absolwent II LO w Przemyślu i chemii na UMCS w Lublinie. Nauczyciel chemii i dyrektor w SP nr 14 w Przemyślu. Właściciel i wykładowca szkoły języka angielskiego „Join Us”.
Od 1981 członek „Solidarności”. Do 1997 związany z Porozumieniem Centrum, a potem na krótko członek ZChN, RS AWS i Samorządnego Przemyśla. Radny. Reprezentant Przemyśla w Związku Miast Polskich w Poznaniu, a od 1999 delegat miasta w Związku Powiatów Polskich w Nowym Sączu.
Założyciel i prezes Towarzystwa Krzyża Zawierzenia oraz inicjator zawierzenia miasta Bożemu Miłosierdziu. Członek Świeckiego Zakonu Karmelitów Bosych (jako Tadeusz od Miłosierdzia Bożego). Przewodnik turystyczny po województwie podkarpackim, pilot wycieczek zagranicznych, strażnik ochrony przyrody.
W lipcu 2000 został odwołany przez Radę Miasta ze stanowiska prezydenta Przemyśla.
Pochowany na cmentarzu Głównym w Przemyślu.
Był żonaty, miał trzy córki.